# Строитель (футбольный клуб, Каменск-Шахтинский)
«Строитель» — российский футбольный клуб из города Каменск-Шахтинский Ростовской области.

## История
В 1978 году в Каменск-Шахтинском была основана детская команда «Строитель», инициатором её образования выступил инженер-строитель Александр Вениаминович Зырянов, работавший в должности мастера в ПМК-18 города Каменска, а ранее игравший за футбольную команду красноярского «Локомотива» в первенстве РСФСР. Он стал директором спортивного комплекса стройтреста № 5 и детским тренером. Команда «Строитель» участвовала в различных соревнованиях, в том числе — на призы кубка «Кожаный мяч».
В 2016 году при участии Зырянова и жителя и предпринимателя города Каменск-Шахтинский Андрея Сергеевича Новойдарского начала активно развиваться детская школа футбола «Строитель», спустя четыре года она была преобразована в академию.
Решением Новойдарского и Евгения Вячеславовича Михайлусова в 2020 году была образована взрослая команда, с 2021 года ставшая участвовать в областных соревнованиях. Основавший футбольный клуб «Строитель» Новойдарский занял должность президента клуба. Главным тренером был назначен Алексей Юрьевич Коробченко. В чемпионате Ростовской области сезона 2021 года команда заняла 6-е место.
В 2022 году команда выиграла чемпионат Ростовской области, а также победила в лиге чемпионов Южного и Северо-Кавказского федеральных округов, в финальном матче, проходившем в Невинномысске, обыграв «Нийсо» из Алхан-Юрта (2:2, по пенальти — 4:3).
В 2023 году клуб заявился в III дивизион. В зоне ЮФО/СКФО (до начала турнира рассматривалась возможность участия в зоне «Центр», исходя из логистических соображений) занял первое место в чемпионате, в финале кубка южной зоны проиграл черкесскому «Нарту» (2:4). Участвовал также во всероссийском кубке регионов, в котором занял первое место, обыграв в финале саранскую команду «МГУ-Талина» (3:0). Молодёжная команда «Строитель-2007» принимала участие в чемпионате Ростовской области и заняла десятое место.
16 февраля 2024 года на заседании комиссии ФНЛ по аттестации клуб получил аттестат для участия в дивизионе «Б» Второй лиги сезона 2024 года. 31 марта в первом матче на новом уровне «Строитель» в гостях проиграл ялтинскому «Рубину» со счётом 0:3, пропустив все три мяча в первой половине первого тайма. В связи с дополнительными ограничениями и повышенными мерами безопасности, которые были приняты после теракта в подмосковном «Крокус Сити Холле» 22 марта, матч прошёл без зрителей.
В феврале 2025 года появились сообщения о покупке клуба Денисом Штенгеловым с последующим изменением дислокации команды на Томск и формированием на её базе ФК КДВ.

## Стадион
Домашний стадион клуба — «Новоколор-Арена» в хуторе Абрамовке Каменского района (был открыт в 2017 году, строительство велось с 2016 года). В январе сообщалось о намерениях провести первые домашние матчи в рамках Второй лиги на стадионе «Локомотив» в Ростове-на-Дону — пока достраивается трибуна на стадионе в Абрамовке для получения лицензии. Стадион «Прогресс» в центре Каменск-Шахтинского, где проходили матчи в прошлом, нуждается в реконструкции или перестраивании.